# Nel mio cielo puro/Febbre d'amore
Nel mio cielo puro/Febbre d'amore è un 45 giri della cantante pop italiana Marcella Bella, pubblicato nel 1984 dall'etichetta discografica CBS.

## I brani
Il brano, scritto da Gianni Bella e Mogol, arrangiato da Celso Valli viene presentato al Festivalbar ed a Saint Vincent - Un disco per l'estate diventa uno dei grandi successi dell'estate, raggiungendo la nona posizione dei singoli più venduti.

## Lato b
Febbre d'amore, scritto da Cheope e Rosario Bella era il lato b del disco, contenuto anch'esso nell'album.

## Tracce
Lato A
1. Nel mio cielo puro – 3:51 (Gianni Bella - Mogol)

Durata totale: 3:51
Lato B
1. Febbre d'amore – 3:53 (Cheope - Rosario Bella)

Durata totale: 3:53